# Franco Colomba
Franco Colomba (né le 6 février 1955 à Grosseto) est un ancien milieu de terrain et désormais entraîneur de football italien.

## Carrière de joueur
Milieu de terrain discret, Franco Colomba commence sa carrière au Bologne FC et fait ses premiers pas en Serie A durant la saison 1973-74, saison au cours de laquelle l'équipe remporte la coupe d'Italie malgré de discrets résultats en championnat. Il reste une saison supplémentaire avant d'être prêté en Serie B au Modène FC après 9 matchs et 2 buts. Il joue 28 matchs pour 1 but avec Modène, qui terminera 8e puis passe, encore en prêt et toujours en Serie B à la SS Sambenedettese Calcio, jouant 27 matchs pour 1 but. L'équipe termine 9e. Il retourne après ses deux prêts au Bologne FC avec laquelle il joue avec continuité jusqu'en 1983. L'équipe est au centre de la bourrasque en 1980 pour un scandale de paris truqués qui coûteront 5 points de pénalisation pour le championnat suivant. Mais ce n'est qu'en 1981-82 que l'équipe, 15e, est rétrogradé en Serie B puis en Serie C1 la saison suivante, l'équipe terminant 18e de Serie B. Colomba décide alors de changer d'air après 159 matchs et 4 buts depuis son retour à Bologne. Il signe à partir de la saison 1983-1984 en Serie A à l'US Avellino avec laquelle il jouera jusqu'en 1988. Il participe activement aux plus grandes heures de l'équipe (milieu de tableau de Serie A) avant de connaître la descente lors de sa dernière saison dans le club (1987-88). Il aura joué au total avec l'US Avellino 132 matchs et 14 buts marqués. Il terminera sa carrière en Serie C1, par un retour au Modène FC avec lequel il terminera 1er lors de sa dernière saison professionnelle, 1989-90, obtenant ainsi la montée en Serie B. Il jouera durant ces deux ans 48 matchs et 1 but marqué.

## Carrière d'entraîneur
À peine les crampons remisés au placard, il commence à entraîner les équipes de jeunes du Modène FC pendant deux ans, avant de passer aux jeunes de la SPAL Ferrare pendant un an. Ainsi, en 1993, il commence à entraîner les professionnels de l'Olbia Calcio en Serie C2, avec qui il termine 4e, frôlant la promotion à l'étage supérieure, puis en 1994-1995 le Novare Calcio, toujours en Serie C2, avec qui il termine 3e, jouant les play-off, tout juste institués, pour la montée. L'équipe est éliminé par le FC Saronno dès les demi-finales.
Néanmoins, ses bons résultats lui valent d'être appelé, pour la saison 1995-96, à l'échelon supérieur, directement en Serie B, à la Salernitana Sport. Il y succède à Delio Rossi. La Salernitana Sport fait une excellent saison mais reste au pied tu train pour l'élite : l'équipe termine 5e. Franco Colomba reste la saison suivante mais est remercie en milieu de saison après des résultats très médiocres. En 1997-98, Colomba reprend du service en Serie B à la Reggina Calcio avec qui il termine 7e du championnat.
En 1998-99, il débute en Serie A avec le Vicence Calcio, équipe provincial qui avait réussi la saison précédente à atteindre la demi-finale de la Coupe d'Europe des vainqueurs de coupe. Colomba ne réussit pas son pari et est remercié après 19 journées de championnat. 
La saison suivante, 1999-2000, Colomba retrouve le banc de la Reggina Calcio, tout juste promu dans l'élite pour la première fois de son histoire. Il a sous ses ordres des joueurs prometteurs comme Andrea Pirlo, Mohammed Kallon, Roberto Baronio. L'équipe termine à une excellente 11e place. La saison suivante sera moins glorieuse : l'équipe termine treizième ex-aequo avec l'US Lecce et l'Hellas Verone. L'équipe, par la différence de buts, doit jouer un match de barrage contre ces derniers : ils perdent à Vérone 1-0, gagnent 2-1 au retour, mais perdent à cause du but à l'extérieur. L'équipe descend en Serie B. Colomba est malgré tout confirmé dans ses fonctions, et cela paye : l'équipe termine 3e et remonte illico en Serie A
Il quitte le club lors de la saison 2002-03 et signe en Serie B au SSC Naples, secoué par une grave crise économique qui mènera le club à la faillite la saison suivante. L'équipe embourbée dans la zone de relégation, Colomba sera remercié durant la saison, remplacé par Francesco Scoglio, avant d'être rappelé pour finalement terminer 16e, l'équipe ne se sauvant qu'à la dernière journée de championnat.
Il quitte Naples pour la saison 2003-04 et retourne à la Reggina Calcio en Serie A pour la troisième fois de sa carrière. L'expérience ne dure que quelques journées avant d'être remercié avant la mi-saison. En 2004-05, il signe en Toscane, à l'AS Livourne Calcio, tout juste promu en Serie A : il est remercié en cours de saison, favorisant le retour de Roberto Donadoni sur le banc toscan.
En octobre 2005, il est appelé pour entrainer l'équipe dont il a porté le maillot, l'US Avellino, promu en Serie B : l'équipe est dernière avec 2 points en sept matchs. Malgré de bonnes séries, l'équipe termine 18e et est relégué. En décembre 2006, il remplace Marco Giampaolo à la tête du Cagliari Calcio en Serie A. Après 7 points en 8 matchs, Colomba est limogé deux mois plus tard et remplacé par son prédécesseur.
À l'été 2007, il s'engage en Serie C1 avec l'Hellas Vérone : l'équipe, qui devait jouer la montée, est constamment en zone de relégation, et là encore, l'expérience tourne court, et Colomba est vite remplacé par Davide Pellegrini. Le 7 décembre 2008, il revient en Serie B, à l'Ascoli Calcio 1898, dans une équipe en pleine zone rouge. L'équipe engrange les points en phase retour, revenant dans la première partie de tableau avant de sombrer finalement, terminant 16e mais néanmoins sauvée. Colomba quitte le club après accord des deux parties.
Sans club, il signe le 20 octobre 2009 au Bologne FC en remplacement de Giuseppe Papadopulo : l'équipe lutte pour garder une place dans l'élite. Grâce à son nouvel entraîneur, l'équipe engrange des points et voit s'éloigner le spectre de la relégation pour naviguer en eaux stables. L'équipe ne sauve que lors de l'avant-dernière journée, en terminant à la 17e place. Avant ce terme, Colomba venait de resigner pour deux saisons supplémentaires. Mais avec le changement à la présidence du club, et ce malgré une confirmation implicite de l'entraîneur, les divergences vont se faire jour et Colomba est remercié le 29 août 2010, à la veille de la première journée de championnat. 
En avril 2011, il est nommé entraîneur de Parme FC, à la suite du limogeage de Pasquale Marino. Il est licencié pour faute de résultats le 10 janvier 2012.
En décembre 2012, il est nommé à Padoue. Il est démis de ses fonctions en mars 2013.